# جاي شيلدز
جاي شيلدز (بالإنجليزية: Jay Shields)‏ (6 يناير 1985 بإدنبرة في المملكة المتحدة - ) هو لاعب كرة قدم بريطاني في مركز الوسط. لعب مع بونيس يونايتد ونادي دندي ونادي هيبرنيان وبيرويك راينجرز ونادي اربوراث ونادي كاودينبيث لكرة القدم ونادي غرينوك مورتون.

## وصلات خارجية
- جاي شيلدز على موقع قاعدة بيانات كرة القدم.إي يو (الإنجليزية)
- جاي شيلدز على موقع Soccerbase.com (لاعب) (الإنجليزية)